# Monopsonio
Il termine monopsonio designa una particolare forma di mercato caratterizzata dalla presenza di un solo acquirente a fronte di una pluralità di venditori oppure, nel mercato del lavoro, quando vi è un unico datore a fronte di molti lavoratori.

## Definizione
Il vocabolo trae le proprie origini dal greco μονος (monos: "solo") e ὀψωνία (opsonia: "acquisto"). Sebbene la pratica di "monopsonista" sia di rado riscontrabile nella sua forma pura, non è raro osservarla in talune situazioni localizzate. In alcune aree, una grande azienda industriale può creare un distretto di piccole aziende che la riforniscono di componenti e che hanno nella grande azienda il loro unico acquirente. In tale forma si ricreano le condizioni di monopsonio. Queste situazioni si verificano in particolar modo nelle aree meno industrializzate o in zone depresse, dove avvengano interventi di sostegno allo sviluppo. 
Il monopsonista dà origine a una situazione speculare a quella del monopolista rappresentato da un unico venditore. Può decidere se e in quali quantità acquistare il prodotto o il servizio di cui è l'unico acquirente. Una volta fissata la quantità necessaria, fissa il prezzo in modo da massimizzare la propria funzione di profitto, dando vita a una materializzazione di prezzi diversa da quella che si verificherebbe in condizioni di concorrenza perfetta.